# Lista postaci ze świata Mario
Postacie ze świata Mario – artykuł dotyczy bohaterów cyklu Mario.

## Mario
Główny bohater wszystkich gier Mario, wciąż ratujący księżniczkę Peach przed niebezpieczeństwami. Ma brata Luigiego i dwóch wrogich kuzynów: Waria i Waluigiego.

### Baby Mario
Baby Mario – postać, która zadebiutowała w grze Super Mario World 2: Yoshi’s Island, gdzie znajduje go Yoshi. Bohater musiał uratować Baby Luigiego. Pojawia się też w grach Mario Kart Wii, Yoshi’s Island DS, Mario & Luigi: Partners in Time i Yoshi Touch & Go. Młodsza wersja Mario.

## Luigi

### Baby Luigi
Baby Luigi – postać, która pierwszy raz pojawia się w grze Super Mario World 2: Yoshi’s Island, gdzie zostaje porwana przez złego czarnoksiężnika Kamka. Występuje też w grach Yoshi’s Island DS, Mario & Luigi: Partners in Time i Mario Kart. Młodsza wersja Luigiego.

## Bowser

### Baby Bowser
Baby Bowser – postać, która zadebiutowała w grze Super Mario World 2: Yoshi’s Island, gdzie znajduje go Kamek. Pojawia się też w grach Yoshi’s Story, Yoshi’s Island DS, Mario & Luigi: Partners in Time i Yoshi Touch & Go. Młodsza wersja Bowsera.

### Koopalings
Koopalings – siedmioro pomocników Bowsera, którzy z uwagi na mylący wpis w instrukcji gry Super Mario Bros. 3 są przez niektórych uważani za jego dzieci. Ich imiona to: Ludwig Von, Roy, Morton Jr., Wendy O., Iggy, Lemmy i Larry. Wszystkie noszą nazwisko Koopa. Pierwszy raz pojawili się w grze Super Mario Bros. 3, gdzie każdy z nich posiadał własny statek powietrzny. Wystąpili też w grze Super Mario World, gdzie każdy z nich miał swój zamek, a ponadto w grach Mario is Missing!, Yoshi’s Safari, Hotel Mario i New Super Mario Bros. Wii. Odgrywali również funkcję minibossów w Mario & Luigi: Superstar Saga. W niektórych grach konsolowych z Mario (gdzie występuje 8 światów), są bossami świata 1-7, którzy odgrywają role pojedynczo i najczęściej pierwszym Koopalingiem do pokonania był Iggy Koopa, a ostatnim – Larry Koopa.
Naśladują charakterem, wyglądem i imieniem sławne postacie prawdziwego świata, jak Iggy Pop, Lemmy Kilmister, Ludwig van Beethoven, Morton Downey Jr., Roy Orbison, Wendy O. Williams oraz Larry King. Koopalings wystąpiły też w dwóch serialach animowanych (oprócz Bowser Jr.), jednak różniły się wyglądem i nazwą:
- Roy Koopa – Bully Koopa,
- Larry Koopa – Cheatsy Koopa,
- Iggy Koopa – Hop Koopa,
- Ludwig von Koopa – Kooky von Koopa,
- Lemmy Koopa – Hip Koopa,
- Wendy O. Koopa – Kootie Pie Koopa,
- Morton Koopa Jr. – Big Mouth Koopa,
- Bowser Jr.

#### Roy Koopa
Jedno z ośmiu Koopalings. Niczym nie różni się od Bowsera, tylko ma na sobie różową maskę. Jest trzecim pod względem dojrzałości synem Bowsera. Przeważnie przedstawiany jako tyran, który lubi bić innych dla własnej przyjemności.

#### Larry Koopa
Najmłodszy z Koopalings. Interesuje się sportem.

#### Iggy Koopa
Środkowy Koopalings. Jest najwyższy i najszybszy ze wszystkich. Nosi okulary i ma zielone włosy.

#### Ludwig von Koopa
Najstarszy z Koopalings. Pierwszy raz pojawił się w Super Mario Bros. 3. Naśladuje on Ludwiga van Beethovena. Posiada wysoki iloraz inteligencji.

#### Lemmy Koopa
Ma kolorowe włosy i cechuje się ekscentrycznym zachowaniem. Potrafi stać na piłce, więc chce występować w cyrku.

#### Wendy O. Koopa
Jedyna Koopaling płci żeńskiej. Ma wielką, różową kokardę w białe grochy i wielkie okrągłe usta.

#### Bowser Jr.
Bowser Jr. (jap. Koopa Jr.) – jedyny prawdziwy  syn Bowsera. Pierwszy raz pojawił się w grze Super Mario Sunshine, gdzie przy pomocy urządzenia Profesora Elvina Gadda, Gaadbrusha, pomógł swojemu ojcu porwać Księżniczkę Peach. Bowser powiedział synowi, że Peach jest jego matką, co okazuje się nieprawdą. Bowser Jr. wystąpił też w innych grach, np. Mario Kart: Double Dash!!, Mario Party Advance, New Super Mario Bros. czy też Super Mario Galaxy.

## Księżniczka Peach
Postać porywana przez Koopę, cel poszukiwań i akcji ratowniczej Maria.

### Baby Peach
Młodsza wersja księżniczki Peach

## Yoshi
Yoshi to mały dinozaur, który jest główną postacią w grze Super Mario World 2: Yoshi Island

## Donkey Kong

### Donkey Kong Jr.
Donkey Kong Jr. – syn Donkey Konga. Pierwszy raz pojawia się w grze Donkey Kong Jr., gdzie musiał uratować Donkey Konga z rąk Mario (Jumpmana). Wystąpił w grach takich, jak Super Mario Kart czy Mario Tennis. Obecnie nazywa się Donkey Kong. Dla odróżnienia jego ojciec nazywa się teraz Cranky Kong.

## Birdo
Birdo (jap. Catherine) – postać pochodząca z Subconu. Niegdyś plujący jajkami wróg Mario, później jego przyjaciel. Oprócz swojej złej roli w Super Mario Bros. 2, Super Mario RPG: Legend of the Seven Stars i Super Mario Advance, Birdo wystąpiła m.in. w Mario Tennis, Mario Kart: Double Dash!! i Super Mario Bros X jako odpowiednik Yoshiego.

## Bob-Omb
Bob-Omb – fikcyjny gatunek bomb nakręcanych na tzw. kluczyk. Pierwszy raz pojawiają się w Super Mario Bros. 2 jako słudzy złego Warta. Bob-Omby występują m.in. w grach Super Mario 64, Super Mario RPG: Legend of the Seven Stars czy Paper Mario: The Thousand-Year Door. Są głównie poddanymi Bowsera, jednak pojawiają się też gatunki nastawione przyjaźnie, czyli Bob-Omb Buddy. Wrogie rodzaje wybuchają gdy widzą przeciwnika w polu rażenia. Przyjacielskie np. otwierają armaty (Super Mario 64). Bob-Omb mają swojego króla nazywanego King Bob-Omb.

## Boo
Boo – gatunek duchów w świecie Mario. Pierwszy raz pojawiły się w Super Mario Bros. 3. Wystąpiły też w grach Super Mario World, Super Mario Kart, Super Mario RPG: Legend of the Seven Stars, Super Mario 64, Super Mario 64 DS. Odgrywały również role wrogów w Luigi’s Mansion. Boo mają swojego króla nazywanego King Boo. Pojawiają się też inne podgatunki Boo, np. Li’l Boo, Big Boo, czy Dark Boo.

## Cackletta
Cackletta – postać występująca w grze na platformę GBA: Mario and Luigi Superstar Saga. Jest wiodącą wiedźmą fasolowego królestwa, która przy pomocy swego pomocnika Fawfula kradnie głos księżniczki Peach. Głos ten stał się jej potrzebny do uaktywnienia Fasolowej Gwiazdy, spełniającej wszystkie życzenia, co pozwoliłoby jej na zawładnięcie światem.

## Chain Chomp
Chain Chomp – gatunek kulopodobnych psów, które przeszkadzają w przygodach Mario (np. w Super Mario 64). Zadebiutował w Super Mario Bros. 3 w świecie Desert Hill. W Paper Mario pojawia się jako pomocnik Tutankoopy, później także jako zagrożenie w Mario Kart: Double Dash!! na trasach Luigi Circuit i Mario Circuit, oraz w Mario Kart DS na trasie Peach Gardens. Odgrywał również funkcję wroga i broni Bowsera w Super Mario RPG: Legend of the Seven Stars.
W grach Super Mario Bros. 3, Super Mario RPG: Legend of the Seven Stars i Paper Mario nazywał się Chomp. Pojawił się też jako broń w grach Mario Kart: Double Dash!! oraz Mario & Luigi: Partners in Time. W Super Mario Galaxy Chain Chomp nie ma łańcucha, zamiast tego toczy się. Poza tym w jednym z etapów jeden z „psów” ma złoty kolor (inne są czarne). W New Super Mario Bros. można było go zniszczyć, wjeżdżając na niego w formie niebieskiej skorupy lub odczepić, skacząc na kołek, do którego jest przywiązany.

## Cheep-Cheep
Cheep Cheep – gatunek poddanych Bowsera, jednak nastawione przyjaźnie, np. Sushie z Paper Mario. Są to istoty podobne do ryb, które próbują połknąć Mario i Luigiego. Pierwszy raz pojawiły się w Super Mario Bros.

## Dry Bones
Dry Bones – kościsty Koopa Troopa. Pierwszy raz pojawił się w grze Super Mario Bros. 3. Występuje też w grze Super Mario World, New Super Mario Bros., a także w serii Mario Kart.

## Dry Bowser
Dry Bowser – zbudowany z kości odpowiednik Bowsera. Należy do gatunku Bowser. Pojawił się m.in. w grze New Super Mario Bros.

## Fawful
Fawful – czarny charakter z gry Mario & Luigi: Superstar Saga, wynalazca oraz prawa ręka Cackletty. Zarówno do walki, jak i do przenoszenia się, używa „Headgeara”. Za pomocą tego urządzenia udaje mu się ukraść głos księżniczki Peach oraz uratować Cacklettę, przenosząc jej ducha do ciała Bowsera i tworząc w ten sposób Bowlettę.
W grze Mario & Luigi: Partners in Time Fawful, po porażce w Mario & Luigi: Superstar Saga, otwiera swój własny sklep, zwany „Fawful’s Bean ‘n’ Badge”, w którym można wymienić Fasolki (Beans) na Odznaki (Badges).
W grze Mario & Luigi: Bowser’s Inside Story Fawful rozprzestrzenia w Mushroom Kingdom chorobę zamieniającą Toady w wielkie nadmuchanie banie, oraz karmi Bowsera grzybkiem, przez który ten otrzymuje umiejętność wsysania.

## Geno
Geno – postać z gry Super Mario RPG: Legend of the Seven Stars, przyjaciel Mario. Tak naprawdę nazywa się ♥♪!?, jednak to imię jest niemożliwe do wymówienia i przyjął nazwę lalki, w którą się wcielił.

## Goomba
Goomba – gatunek ze świata Mario. Pierwszy raz jej przedstawiciele pojawili się w grze Super Mario Bros. Wielu z nich to poddani Bowsera, jednak niektórzy są przyjaźni (np. rodzina mieszkająca w Goomba Village w Paper Mario). Aby pokonać Goombę, wystarczy go rozdeptać. Występuje praktycznie we wszystkich grach z Mario. Wyglądem przypomina grzyba.
Paragoomba to Goomba ze skrzydłami. Po raz pierwszy wystąpił w grze Super Mario Bros. 3. Tak jak w przypadku Goomby, wystarczy na niego nadepnąć, z tym że trzeba go nadepnąć dwa razy. Za pierwszym razem traci tylko skrzydła i zmienia się w Goombę, dopiero za drugim razem można go pokonać. W Super Mario Bros. 3 Paragoomba rzucał Minigoombą, który zawsze chował się w cegle. W grze Paper Mario: The Thousand-Year Door był również Spiny Goomba, którego można było tylko zniszczyć młotkiem.

## Hammer Bros.
Hammer Bros. – Koopy, które zajmują się rzucaniem młotków na bohaterów. Zadebiutowały w Super Mario Bros. z roku 1985. Na głowie noszą hełmy broniące przed młotkami. Istnieją ich podgatunki: Boomerang Bros. (zadebiutowali w Super Mario Bros. 3, a używają bumerangów zamiast młotków, dzięki czemu broń wraca do nich), Slegde Bros. (też debiutowali w Super Mario Bros. 3; kiedy skaczą, podczas lądowania wydzielają falę, która unieruchamia wszystkich w zasięgu przez pewien czas), Ice Bros. (zadebiutowali w New Super Mario Bros. Wii, strzelają kulkami lodu i w ten sposób mogą zamrozić graczy) i inne podgatunki.

## Kamek
Kamek Wizardheimer – postać gromady Koopa. W młodości wychowywał Bowsera. Zadebiutował w grze Super Mario World jako jego obrońca i sługa. Jednak główną rolę odegrał w Super Mario World 2: Yoshi’s Island, gdzie porwał Baby Luigiego. Porywa go też w grach Yoshi’s Island DS i Yoshi Touch & Go. Pojawił się też w innych grach, np. Super Mario RPG: Legend of the Seven Stars, Mario Superstar Baseball czy w Mario & Luigi: Partners in Time jako boss.

## Koopa Troopa
Koopa Troopa (jap. ノコノコ Nokonoko) – postacie gromady Koopa. Wyglądem przypominają żółwie. Pierwszy raz pojawiły się w grze Super Mario Bros., gdzie były wrogiem dla Mario i Luigiego. Wielu z nich jest poddanych Bowserowi. Jednak niektóre są nastawione przyjaźnie, np. te z Koopa Village. Są również inne rodzaje Koopy Troopy, np. Hammer Bros., Dry Bones czy też Koopa Paratroopa.

### Koopa Paratroopa
Koopa Paratroopa (jap. パタパタ Patapata) – postacie gromady Koopa. Są to Koopy Troopy ze skrzydłami. Pierwszy raz pojawiły się w Super Mario Bros. Wielu z nich to poddani Bowserowi, jednak są również podgatunki, na przykład Parakarry. Paratroopa był grywalną postacią w Mario Kart: Double Dash!! (jako partner Koopy Troopy i właściciel pojazdu zwanego Para Wing) oraz w Mario Hoops 3 on 3.

## Księżniczka Daisy
Księżniczka Daisy (ang. Princess Daisy) – postać, która po raz pierwszy pojawia się w grze Super Mario Land, gdzie Mario ratował ją z rąk kosmity Tatangi. Później została na długo zapomniana, aż wystąpiła w Mario Tennis na Nintendo 64. Jest związana z Luigim. Od tej pory pojawiała się w wielu grach sportowych i serii Mario Party. Daisy wystąpiła w filmie Super Mario Bros., wtedy też zakochał się w niej Luigi.

## Księżniczka Rosalina
Postać ze świata Mario. Po raz pierwszy pojawiła się w grze Super Mario Galaxy. Jest opiekunką gwiazd Luma. Mieszka w Comet Observatory (ang. Obserwatorium Komety) gdzie też możemy przeczytać jej historię. W Super Mario Galaxy 2 można spotkać ją jako Galactic Spirit. Jest grywalną postacią w Mario Kart Wii, Mario Kart 7 i Mario Kart 8 i Super Mario 3D World.

## Lakitu
Lakitu – gatunek oraz postać ze świata Mario. Stoją na chmurkach. Pierwszy raz pojawił się w grze Super Mario Bros. Są to głównie poddani Bowsera, jak też przyjaźnie nastawione osobniki, np. Lakilester. Wrogie rodzaje zajmują się rzucaniem na bohaterów Spiny Eggs, które po uderzeniu w ziemię zamieniają się w Spiny. Natomiast te przyjaźnie nastawione zajmują się filmowaniem oraz służą jako sędziowie (Super Mario Kart).

### Spiny
Spiny – postać ze świata Mario. Pierwszy raz pojawił się w grze Super Mario Bros. Jest to poddany Bowsera. Nie da się go pokonać ze skoku.

## Mallow
Mallow – postać z gry Super Mario RPG: Legend of the Seven Stars, przyjaciel Mario. Jego prześladowcą był zły dinozaur Croco. Jest małą białą „chmurką” noszącą niebieskie spodnie. Ma takie zdolności jak Thunder czy 1UP.

## Monty Mole
Monty Mole – złośliwy kret. Pierwszy raz wystąpił w grze Super Mario World. Kiedy Mario/Luigi podejdzie na krótką odległość do kryjówki Monty Mole, ten wyskakuje i goni Mario/Luigiego.
Mega Mole to większy rodzaj Monty Mole. Po raz pierwszy wystąpił w Super Mario World na poziomie czwartym świata 6 (Cholcholate Island 4 to nazwa poziomu gry Super Mario World, w którym Mega Mole debiutuje). Nie da się go pokonać ze skoku.

## Pokey
Pokey – postać, która po raz pierwszy pojawiła się w Super Mario Bros. 2, później w grach takich jak Super Mario World, Super Mario 64, Super Mario 64 DS, Super Mario Advance, Super Mario Advance 2: Super Mario World, New Super Mario Bros. Jest to stwór, który w swoim ciele ma kolce kaktusa i porusza się żółwim tempem. Mało niebezpieczny, występuje w gorących miejscach takich jak pustynia.

## Petey Piranha
Petey Piranha – postać z gatunku Piranha. Uznawany jest za ich króla. Pierwszy raz pojawił się w New Super Mario Bros. jako boss w świecie 5. i w Super Mario Sunshine jako boss w świecie Bianco Hills. Wystąpił też w grze Mario Kart: Double Dash!! jako partner Króla Boo oraz w Super Smash Bros. Brawl i Mario & Luigi: Partners in Time jako boss.

## Profesor Elvin Gadd
Profesor Elvin Gadd (jap. Yoshiyuki Oyama) – wynalazca dziwnych urządzeń. Pierwszy raz pojawia się w grze Luigi’s Mansion, gdzie pomaga Luigiemu w ratowaniu Mario. Mieszka w posiadłości, którą Luigi wygrał w Luigi’s Mansion. Znany również jako E. Gadd. Wynalazł Poltergust 3000 (odkurzacz do wsysania duchów, pomagał Luigiemu w Luigi’s Mansion), GameBoy Horror (urządzenie do kontaktowania się z profesorem), FLUDD (skrót od Flash Liquidizer Ultra Dousing Device, gadająca psikawka lejąca wodą, pomaga Mario w Super Mario Sunshine), wehikuł czasu.

## Shyster
Shyster (znany też jako Pogo Guy lub Shy Guy) – przeciwnik Mario, członek Smithy Gangu. Kiedy Mario i Mallow wyruszyli na wyprawę w celu odzyskania monety Frogfuciusa z rąk Croco, Mack wraz z armią Shysterów atakował Mushroom Kingdoms. W sali tronowej Shystery są strażnikami Macka. W fabryce Smithy’ego pojawiają się silniejsze wersje: Shyper oraz Springer.

## Smithy
Smithy – główny boss w grze Super Mario RPG: Legend of the Seven Stars. Jego armia zniszczyła Star Road, kradnąc siedem Star Pieces, które miały moc spełniania życzeń. Kiedy Mario pokonał Bowsera, Smithy za pomocą podwładnego miecza Exora zniszczył górną część zamku oraz most łączący Vista Hill z zamkiem Bowsera.

## Star Spirits
Star Spirits – gwiazdy ze świata Mario, noszą imiona Eldstar, Mamar, Skolar, Muskular, Misstar, Klevar i Kalmar. Głównym zadaniem Star Spirits jest spełnianie życzeń, pilnują mocy Star Rod, gdzie przebywają również sami strażnicy. Pierwszy raz pojawiły się w Paper Mario. W grze Mario Party 5 Star Spirits były przewodnikami po rozgrywce.

## Toad
Toad – gatunek ze świata Mario. Po raz pierwszy pojawia się w grze Super Mario Bros., gdzie jest więziony przez Bowsera. Zamieszkuje Mushroom Kingdoms. W grze Wario's Woods Toad był głównym bohaterem. Musiał wtedy uratować Ciemny Las (Dark Forest) przed Wariem.

## Toadsworth
Toadsworth – postać gatunku Toad. Pierwszy raz pojawił się w grze Mario & Luigi: Partners in Time. Opiekuje się Peach, od kiedy ta była dzieckiem. Podróżuje z nią np. w Mario & Luigi i Super Mario Sunshine. W Paper Mario: The Thousand-Year Door ujawniono, że Toadsworth ma 60 lat.

## Waluigi
Waluigi (jap. ワルイージ, Waruīji) – brat Wario. Jest złym kuzynem Mario i Luigiego. Na czapce ma odwrócone L podkreślające przeciwieństwo Luigiego, czyli grecką literą gamma wyglądająca w ten sposób (Γ). Po raz pierwszy pojawił się w grze Mario Tennis na Nintendo 64.

## Wiggler
Wiggler – Stworzenia przypominające gąsienice, początkowo neutralne w stosunku do bohatera, stają się agresywne, jeśli ten na nie skoczy. Następuje wtedy zmiana koloru (z żółtego na czerwony), a Wiggler zaczyna poruszać się szybciej. Niektóre są zaprzyjaźnione z bohaterami. Cechą charakterystyczną postaci jest kwiat na głowie. Po raz pierwszy pojawiły się w grze Super Mario World.